# Saas-Balen
Saas-Balen (do 31 grudnia 2006 Saas Balen) – miejscowość i gmina (Politische Gemeinde) w południowej Szwajcarii, w kantonie Valais, w okręgu (Bezirk) Visp. Leży nad rzeką Saaservispa.

## Demografia
W Saas-Balen mieszkają 362 ososy. W 2021 roku 12,7% populacji gminy stanowiły osoby urodzone poza Szwajcarią. 

## Transport
Przez teren gminy przebiega droga główna nr 212. 